# 고타르 (밴드)
고타르(Gotthard)는 스위스의 록 밴드이다.